# ジョシュ・ケメニー
ジョシュ・ケメニー（Josh Kemeny、1998年11月29日 - ）は、プレミアシップノーサンプトン・セインツに所属するラグビー選手。

## プロフィール
- オーストラリア・シドニー出身[1]。
- ポジションはフランカー(FL)。
- 身長 193cm、体重 110kg
- オーストラリア代表キャップは2（2024年2月現在）でワールドカップ2023のオーストラリア代表に選ばれた[2]。

## 略歴
シドニーレイズを経て、2019年、レベルズに加入。
2024年、ノーサンプトン・セインツに加入。 